# Hotel Garraway
El Hotel Garraway (en inglés: Garraway Hotel) es un hotel ubicado en el muelle de Roseau, Dominica. Se encuentra entre el Hotel Fort Young (al este) y justo al lado del Museo Dominica (al oeste). En la época colonial esta zona fue parte del Fort Young al menos desde 1770. Este hotel es uno de los más nuevos de la ciudad, construido en 1994. Situado en un Edificio verde menta y blanco, el hotel de cinco pisos contiene 31 habitaciones y está operado por la familia Garraway. El hotel cuenta con un patio interior, terraza en la azotea, un restaurante de cocina criolla Balisier en el segundo piso, una tienda libre de impuestos en la planta baja y el Bar Ole Jetty. Las habitaciones están equipadas con camas king size o dos camas dobles, con muebles de mimbre y telas con estampados florales.